# Saint-Jean-de-Beauregard
Saint-Jean-de-Beauregard – miejscowość i gmina we Francji, w regionie Île-de-France, w departamencie Essonne.
Według danych na rok 1990 gminę zamieszkiwało 265 osób, a gęstość zaludnienia wynosiła 67 osób/km² (wśród 1287 gmin regionu Île-de-France Saint-Jean-de-Beauregard plasuje się na 949. miejscu pod względem liczby ludności, natomiast pod względem powierzchni na miejscu 753.).